# Kroksjö
Kroksjö is een plaats in de gemeente Umeå in het landschap Västerbotten en de provincie Västerbottens län in Zweden. De plaats heeft 58 inwoners (2005) en een oppervlakte van 15 hectare. De plaats ligt aan het gelijknamige meer Kroksjön.